# 학성역 (김책)
학성역(鶴城驛)은 조선민주주의인민공화국 함경북도 김책시에 위치한 평라선의 철도역이다.

## 연혁
- 1924년 10월 11일: 농성역(農城驛)으로 영업 개시[1]
- 일자 불명: 학성역으로 개칭

## 같이 보기
- 조선민주주의인민공화국의 철도